# Hélène Dorion
Hélène Dorion (21 de abril de 1958) es una poeta y escritora canadiense.

## Biografía
Nacida en Quebec, Dorion enseñó literatura antes de encabezar como editora en Noroît de 1991 hasta 2000. También condujo una serie de registros de audio de poesía y música, y escritora en residencia del UQÀM y la Universidad de Montreal.
Dorion ha publicado más de veinte libros de poesía, Without including board, not the end of the world (1995 ), Las Paredes de la Cueva (1998), Retratos de los mares (2000), y Delight: the places (2005). Una antología de sus poemas, preparó Pierre Nepveu, titulado En la arcilla y respiración, se publicó en la edición de bolsillo Éditions TYPO, y en 2006, Éditions de Francia publicó un retrospectivo de su poesía bajo el título Worlds fragile, frail things.
Es autora de quince libros de artistas, y sus trabajos están incluidos en muchas antologías. Su trabajo aparece en Estuario (Quebec), el Courier de los Estudios poéticos Internacionales (Bélgica), Cronica (Rumanía) y Omens (Francia), con crítica en varias publicaciones culturales y literarias. Ha desarrollado números en revistas extranjeras dedicadas a poesía así como en antologías de Quebec y una edición de poemas por Santos-Denys Garneau.
En 2002, publica Días de arena, la historia que le hizo ganar el Prix Anne-Hébert, y en 2003, Bajo el arco de timea, un trabajo donde une ensayos escribiendo sobre literatura, y la función del arte en sociedad. Su primer libro La Vie bercée (2006), estuvo nominado en tres premios, incluyendo el Prix du Livre Jeunesse Biblioteca Montreal y El Cuervo Blanco (Italia) .
Traducida y publicada en quince países, su trabajo le ha ganado honores y premios, incluyendo el Gobernador General de Canadá, el Prix Alain-Grandbois, Aliénor Premio, el Premio de Poesía Internacional-Walloon Bruselas y el Prix del festival Internacional de Poésie de Rumanía.
Fue la primera de Quebec en recibir en 2005 el Premio Mallarmé en Francia que los otorga desde 1937.
En 2006, recibió en la Académie des lettres du Québec y fue nombrada entre las "Personalidades del Año" por The Gaceta. En 2007, fue nombrada Chevalier del Orden Nacional de Quebec. En 2010,  nombrada Oficial del Orden de Canadá.

## Premios
- 2007: Nombrada Chevalier de l'Ordre nacional du Québec.
- 2007: Finalista-Alvine Bélisle Premio para El cradled Vida
- 2007: Finalista para el Prix du livre jeunesse des bibliothèques de Montréal para El cradled Vida.
- 2007: Selección Cuervos Blancos 2007, Biblioteca de Juventud Internacional para El cradled Vida .
- 2006: Recipient del General de Gobernador de Canadá para delicia: sitios.
- 2006: Elección al Académie des lettres du Quebec.
- 2005: Recipient del Prix Mallarmé [Francia] para todo su trabajo para marcar la publicación de delicia: sitios.
- 2004: Ganador del Prix Anne-Hébert  Días noveles de arena.
- 2003: Finalista para el Prix des Libraires, novela de Clase Québécois, para Días de arena
- 2003: prueba de espiral de Premio de Finalista para Días de arena.
- 1999: Recipient del Prix Aliénor [Francia] para las piedras invisibles.
- 1998: Elección a la Academia de Artes de Oradea en Rumanía.
- 1997: Ganador de Festival de Poesía Internacional en Rumanía para El Asunto, la resonancia del desorden.
- 1996: Ganador del Prix Alain-Grandbois de l'Académie des Lettres du Quebec para Sin tablero, mundo sin fin.
- 1995: Recipient del Premio de la Sociedad de escritores canadienses para El Asunto, la resonancia del desorden.
- 1993: Ganado el Magnífico Prix de la Cultura des Laurentides, categoría de Letras.
- 1992: Recipient del Premio Internacional para Poesía otorgó Wallonia-Bruselas Marché de la Poésie de París para la totalidad de su trabajo.

## Obra

### Poesía
- Le Hublot des heures, París, Éditions de La Différence, 2008, 112 p.
- Mondes fragiles, choses frêles, Montréal, Éditions de l'Hexagone, colección « Rétrospectives », 2006, 808 p.
- Ravir : les lieux, París, Éditions de La Différence, 2005, 2007, 117 p.
- D'argile et de souffle, una antología preparada por Pierre Nepveu, Montréal, Éditions Typo, 2002, 304 p.
- Retratos de mers, París, Éditions de La Différence, 2000, 128 p.
- Fenêtres du temps, en colaboración con Marie-Claire Bancquart (Voilé/Dévoilé), Montréal, Éditions Trait d'Unión, 2000, 110 p. Épuisé.
- Passerelles, poussières, Rimbach (Alemania) Éditions Im Wald, 2000, 54 p.
- Les Murs de la grotte, París, Éditions de La Différence, 1998, 96 p.
- Pierres invisibles, encres de Julius Baltazar, Santo-Benoît-Du-Sault (Francia), Éditions Tarabuste, 1998, 60p. Santo-Hippolyte, Éditions du Noroît, 1999, 60 p. (Vendido fuera)
- Sans bord, sans bout du monde, París, Éditions de La Différence, 1995, 2003, 120 p.
- L'Asunto, la résonance du désordre, Amay (Bélgica) L'Arbre à Paroles, 1993, 60p. Santo-Hippolyte, Éditions du Noroît, 1994, 60 p. Réédition, L'Asunto, la résonance du désordre suivi de L'Empreinte du bleu, gravures de Marc Garneau, Santo-Hippolyte, Éditions du Noroît, 1999, 104 p.
- Les États du Alivio, Santo-Hippolyte et Chaillé-sous-les-Ormeaux, (Francia), coédition Le Noroît / Le Dé Bleu, 1991, 1993, 88 p. (Épuisé)
- Le Ventilation, le désordre, l'oubli, dibujos por Marc Garneau, Mont-sur-Marchienne (Bélgica), Éditions L'el horizonte Vertical, 1991. (Vendido fuera)
- Un Visage appuyé contre le monde, dibujos por Marc Garneau, Santo-Lambert et Chaillé-sous-les-Ormeaux, coédition Le Noroît / Le Dé Bleu, 1990, 1991, 1993, 1997, 112 p. (Reestrena, Montréal, Éditions du Noroît, colección « Ovale », 2001.)
- La Vie, ses fragiles pases, ilustración de cubierta por Michel Fourcade, Chaillé-sous-les-Ormeaux, Éditions Le Dé Bleu, 1990, 112 p. (Épuisé)
- Les Pasillos du temps, Trois-Rivières, Les Écrits des Forja, 1988, 1991, 117 p.
- Les Retoca de l'intime, Santo-Lambert, Éditions du Noroît, 1987, p. 99 Reestrena, Montréal, Éditions du Noroît, 2004.
- Hors champ, Montréal, Éditions du Noroît, 1985, 109 p. (Vendido fuera)
- L'Intervalle prolongé suivi de La Chute requise, dibujos del autor, Montréal, Éditions du Noroît, serie «L'instante d'après», 1983, 80 p.

#### Traducciones inglesas
- The edges of light: selected poems, 1983-1990. Translator Andrea Moorhead. Guernica Editions. 1995. ISBN 978-0-920717-95-0.

- Ningún Fin al Mundo: Selecciones de Poemas.No End to the World: Selected Poems. Translator Daniel Sloate. Guernica Editions. 2004. ISBN 978-1-55071-184-4.

- No End to the World: Selected Poems. Translator Daniel Sloate. Guernica Editions. 2004. ISBN 978-1-55071-184-4.

### Editora
- Hélène Dorion, ed. (1993). Hélène Dorion, ed. (1993). Le Souffle du poème : anthologie de poètes du Noroît. Editions Pierre Tisseyre. ISBN 978-2-89051-529-1.

### Novelas
- Jours de sable, Montréal, Éditions Leméac, 2002, 2004, 138 p. París, Éditions de La Différence, 2003, 111 p.

### Ensayos
- Sous l'arche du temps, Montréal, Éditions Leméac, 2003, 96 p. París, Éditions de La Différence, 2005, 96 p.  [Edición expandida].

### Memorias juveniles
- The cradled Life, (La Vie bercée) ilustraciones por Janice Nadeau, Montreal, Les 400 Golpes, 2006, p. 48